# Víctor Martínez

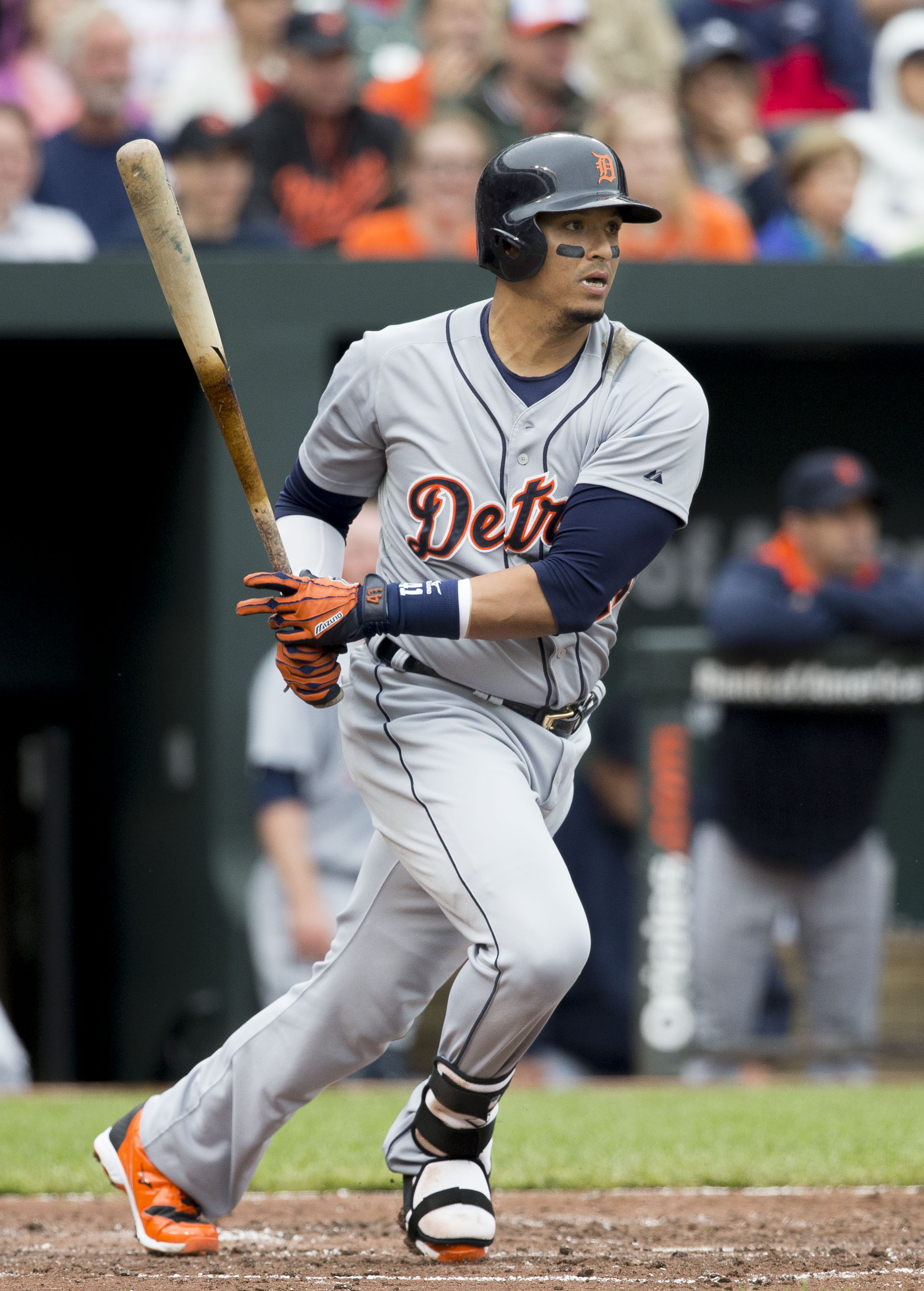
Víctor Martínez i Detroit Tigers dräkt 2014.

Víctor Jesús Martínez, född den 23 december 1978 i Ciudad Bolívar, är en venezuelansk före detta professionell basebollspelare som spelade 16 säsonger i Major League Baseball (MLB) 2002–2011 och 2013–2018. Martínez var catcher och designated hitter.
Martínez spelade för Cleveland Indians (2002–2009), Boston Red Sox (2009–2010) och Detroit Tigers (2011 och 2013–2018).
Bland Martínez meriter kan nämnas att han togs ut till fem all star-matcher och att han vann två Silver Slugger Awards och en Edgar Martínez Award. 2014, som var hans bästa säsong, kom han tvåa efter Mike Trout i omröstningen till MVP Award i American League efter att bland annat ha varit bäst i ligan i on-base % och on-base plus slugging (OPS).
Martínez representerade Venezuela vid World Baseball Classic 2006 och 2017.